# گیجت گین
بردلی مارک «برد» استوارت (به انگلیسی: Bradley Mark "Brad" Stewart؛ ۱۱ سپتامبر ۱۹۶۹ – ۸ اکتبر ۲۰۰۸) که بیشتر با نام هنری‌اش گیجت گین (به انگلیسی: Gidget Gein) شناخته‌شده بود موسیقی‌دان و هنرمند اهل ایالات متحده آمریکا بود. وی بین سال‌های ۱۹۹۰ تا ۲۰۰۸ میلادی فعالیت می‌کرد. او دومین بیسیست و یکی از بنیان‌گذاران گروه موسیقی مریلین منسون بود. نام هنری وی ترکیبی از نام شخصیت داستانی دختر موج‌سوار، گیجت و آدم‌کش زنجیره‌ای آمریکایی، اد گین بود.